# جامعه سومالیایی‌ها در فنلاند
جامعه سومالیایی‌ها در فنلاند (انگلیسی: Somali community in Finland) شهروندان و تبعه فنلاند با اصلیت سومالی هستند. آن‌ها چهارمین اقلیت بزرگ فنلاند را بعد از سوئدی‌ها، روس‌ها و استونی‌ها تشکیل می‌دهند.

## بررسی اجمالی

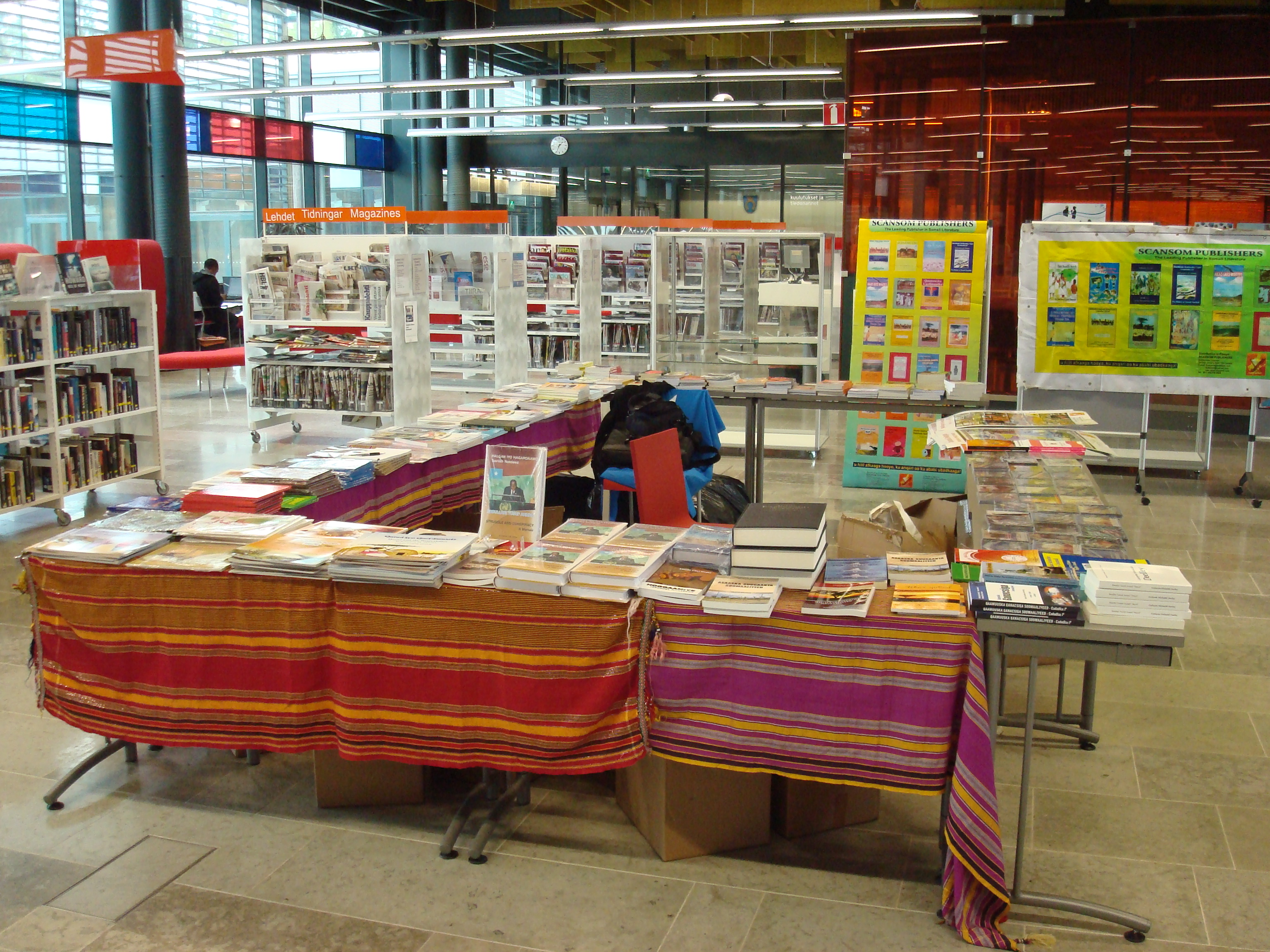
کتاب‌ها در نمایشگاه فرهنگی ۲۰۱۲ سومالی در هلسینکی نمایش داده می‌شوند

اولین مهاجران سومالیایی در اواخر دهه ۱۹۸۰ و اوایل دهه ۱۹۹۰ به فنلاند آمدند. در فاصله ۱۹۹۰ و ۱۹۹۵ تعداد شهروندان سومالی در فنلاند از ۴۴ به ۴٫۰۴۴ افزایش یافت. اولین دسته که وارد شد دانشجویان دانشگاه‌های شوروی از اتحاد شوروی سابق بودند. بعداً، پناه‌جویان بیشتری مستقیم از سومالی وارد شدند که بیشتر آن‌ها از طریق برنامه پیوند خانوادگی این کار را کردند.
مانند سایر گروهای مهاجر در فنلاند، به‌ویژه مسلمانان، سومالیایی‌ها هدف جنایات نفرت‌بار قرارگرفته‌اند. بر اساس گزارش دانشکده پلیس فنلاند در سال ۲۰۰۹، ۸٪ از جمع قربانیان متولد سومالی بوده‌اند درحالی‌که تنها ۴٪ از مهاجمین مظنون را سومالیایی‌ها تشکیل می‌دادند. بیشتر مرتکبان مظنون مردان جوان فنلاندی هستند که بیشتر اوقات مهاجران هم‌سن غریبه از سومالی، عراق و ترکیه را هدف قرار می‌دادند. به گفته مددکاران اجتماعی، فشار ناشی از زندگی کردن بین دو فرهنگ ناهمخوان منجر به بزهکاری در سنین بین ۱۷ تا ۲۰ ساله ناراضی در جامعه سومالیایی‌ها گردیده‌است. عدم اشراف والدین سومالی به خدمات اجتماعی مختلف برای رسیدگی به این امور، این وضعیت را تشدید کرده‌است. برای برخورد با موضوع، سازمان‌های جوامع سومالیایی با پلیس فنلاند و کارکنان خدمات اجتماعی و همچنین با نمایندگان شهرداری در هلسینکی همکاری می‌کنند. آن‌ها در تلاشند تا مددکاران اجتماعی بیشتری را برای جامعه سومالیایی‌ها استخدام کنند. بهر صورت در طول سالیان این وضعیت بهبود پیدا کرده‌است. تعداد مهاجرین سومالی بیشتری در جامعه خودشان صاحب شغل شده‌اند، گرچه بسیاری از این مشاغل آمارگیری نشده‌اند. بعضی سومالی‌ها با آموزش زبان به شغل در زمینه‌های تخصصی خودشان روی آورده‌اند اما بعضی دیگر مانند اغلب مهاجرین در عمومیت شان کارهای موقت کسب کرده‌اند.

## جمعیت‌سنجی

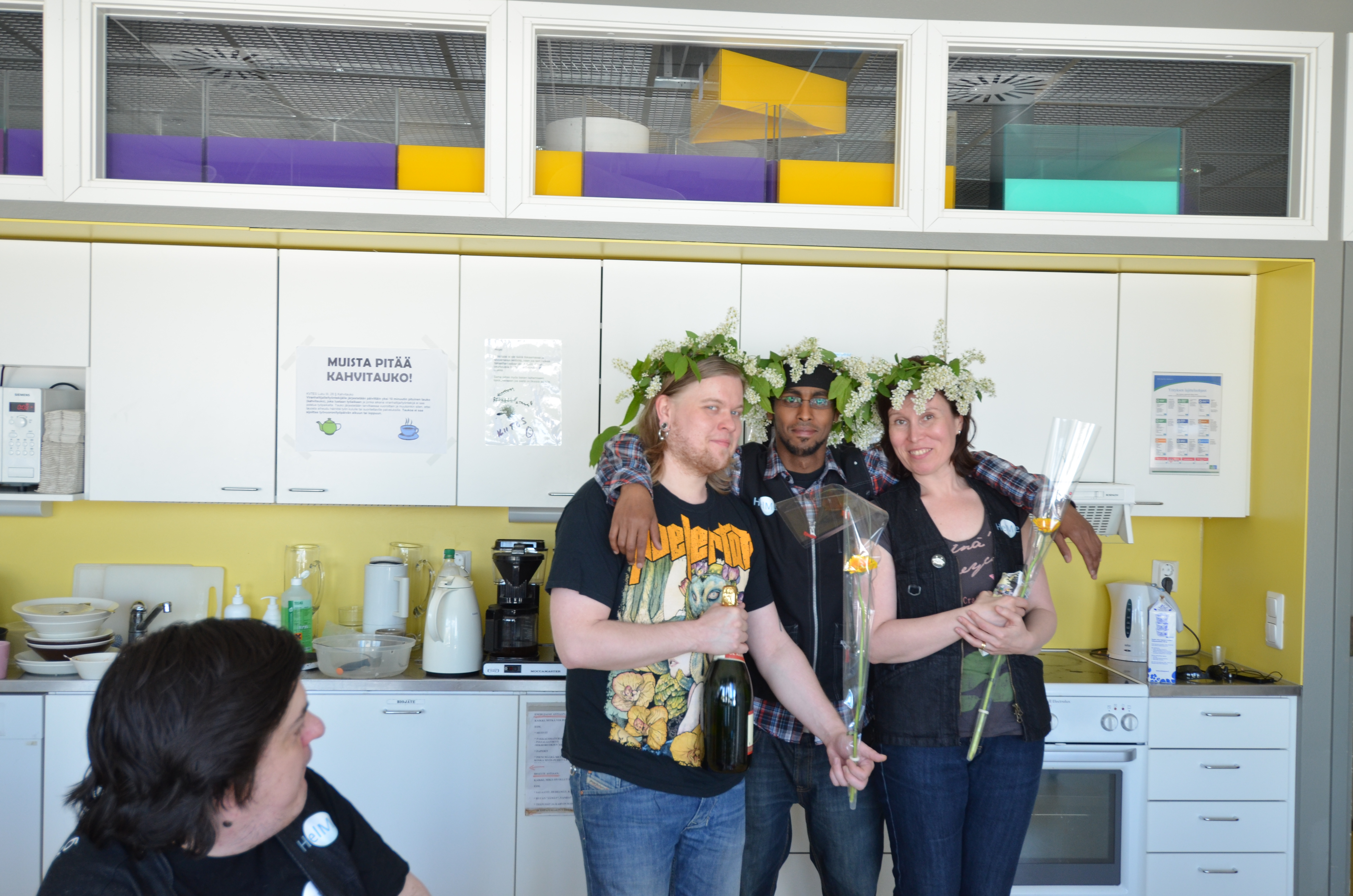
یک مرد سومالی و دوستان فنلاند در یک جشن در هلسینکی.

سومالیایی‌ها یکی از بزرگ‌ترین اقلیت‌های قومی در فنلاند هستند و بزرگ‌ترین گروه قابل توجهی که اصلیت اروپایی ندارند. در سال ۲۰۰۹ تعداد شهروندان سومالی ۵٫۵۷۰ بود اما به همین تعداد ممکن بود موقعیت شهروندی فنلاند را دریافت کرده باشند. بنابر گزارش روزنامه ملی فنلاند، هلسینکی سونامت، آمار سومالی زبانان فنلاند در سال ۲۰۱۰ تا نزدیک ۱۰٪ در یک سال افزایش پیدا کرد. در ۲۰۱۴ آمار سومالی زبانان در فنلاند ۱۶٫۷۲۱ نفر بود.